# Tisbite Rakotoarisoa
Pour les articles homonymes, voir Rakotoarisoa.
Tisbite Rakotoarisoa (né le 8 décembre 1951) est un athlète malgache. Il participe aux Jeux olympiques d'été de 1980,.
Aux Jeux des îles de l'océan Indien 1985 à Maurice, il est médaillé d'or du 800 mètres et du 3 000 mètres steeple ainsi que médaillé d'argent du 1 500 mètres.

## Jeux olympiques
- Jeux olympiques d'été de 1980 à Moscou  Russie
  - 9e position (série 3) au 1 500 mètres (3:55.90).
  - 6e position (série 3) au 800 mètres (1:50.50).